# Roesesches Hölzchen

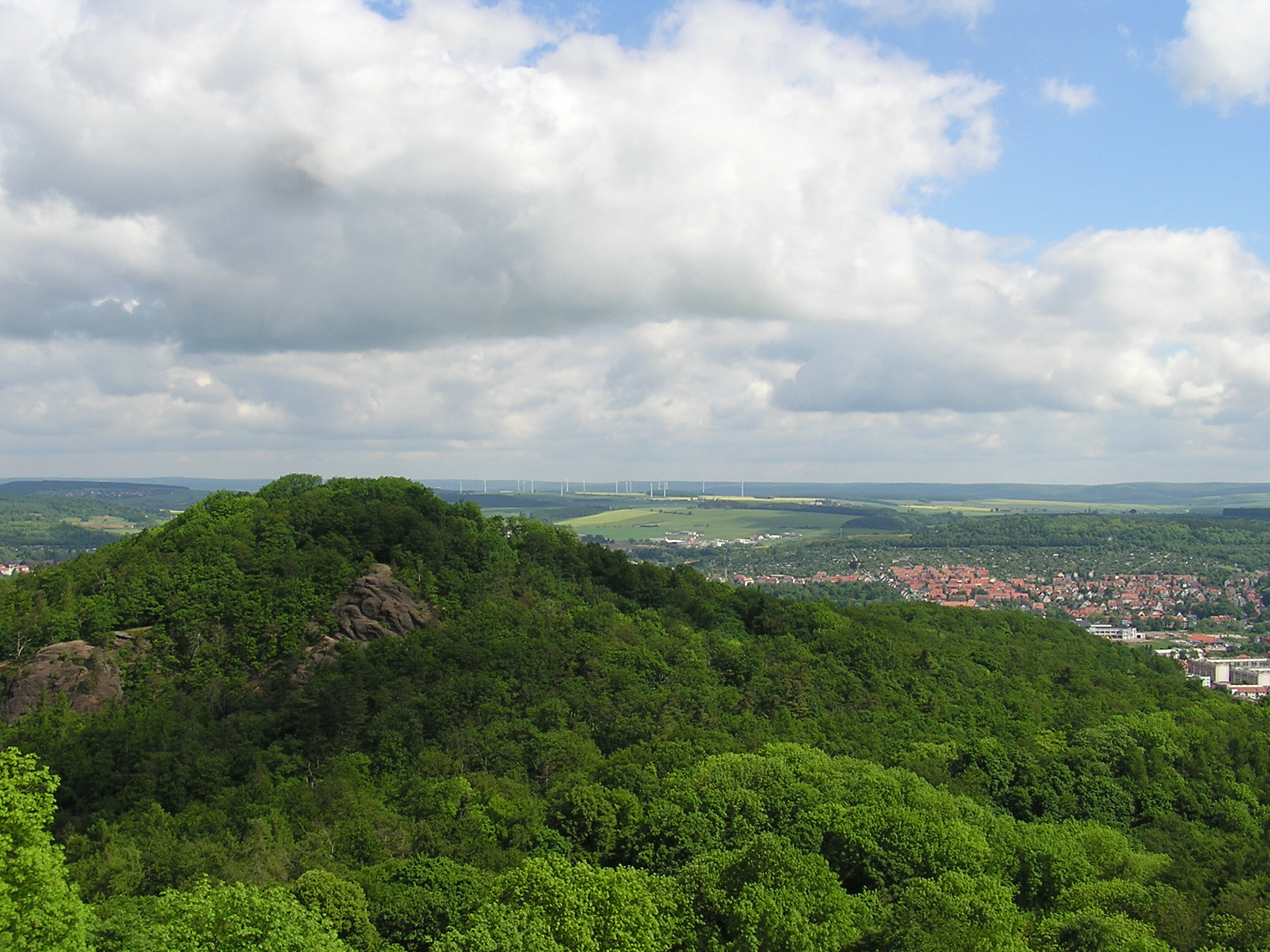
Blick von der Wartburg über das Roesesche Hölzchen

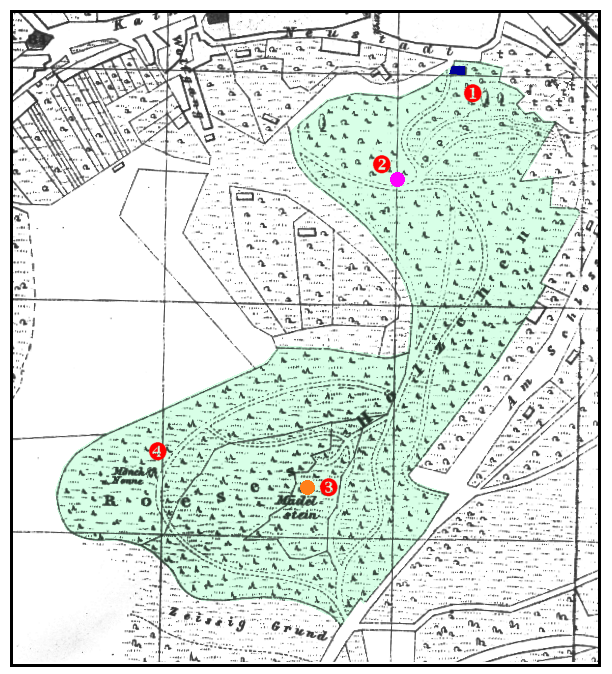
Übersichtsplan

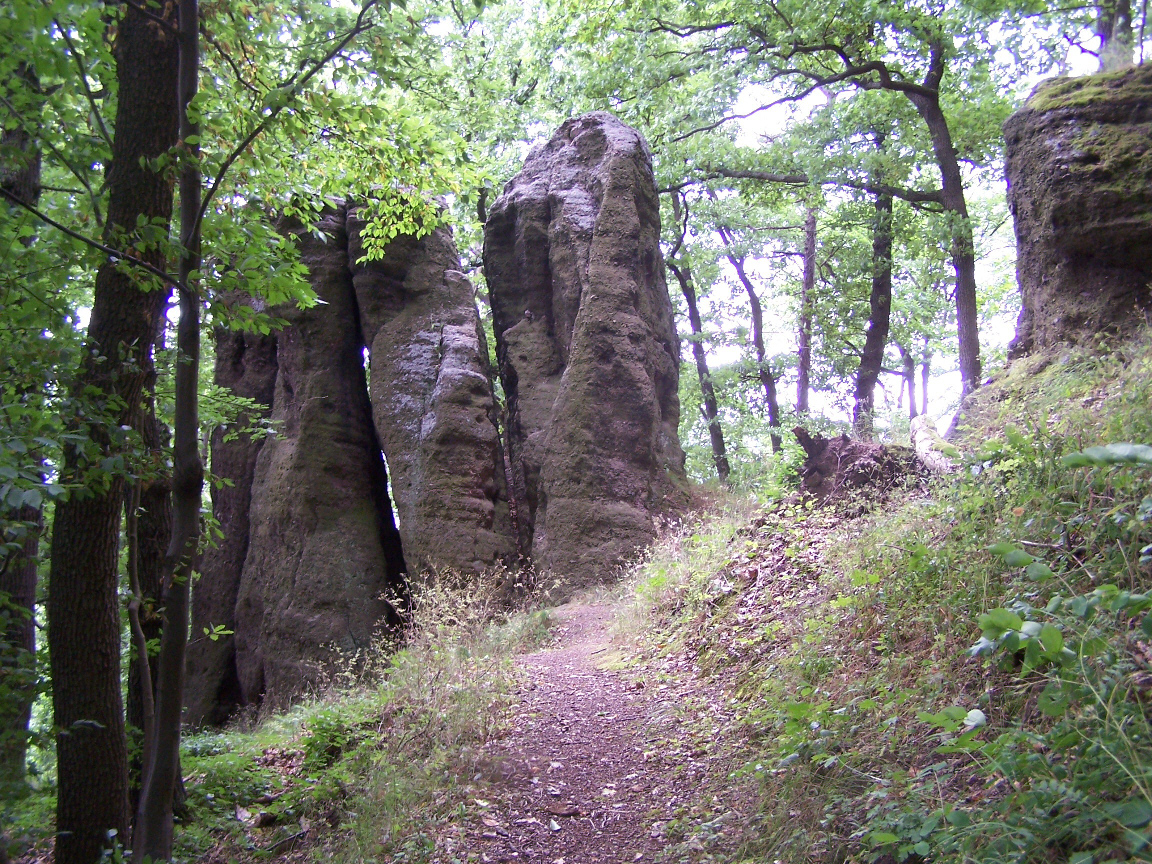
Mönch und Nonne

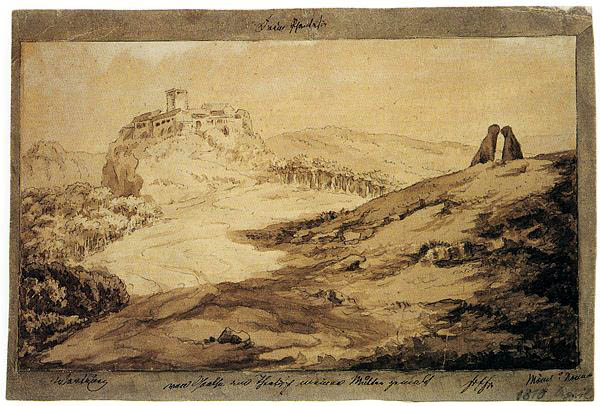
Goethes skizzierten Eindrücke mit Mönch und Nonne

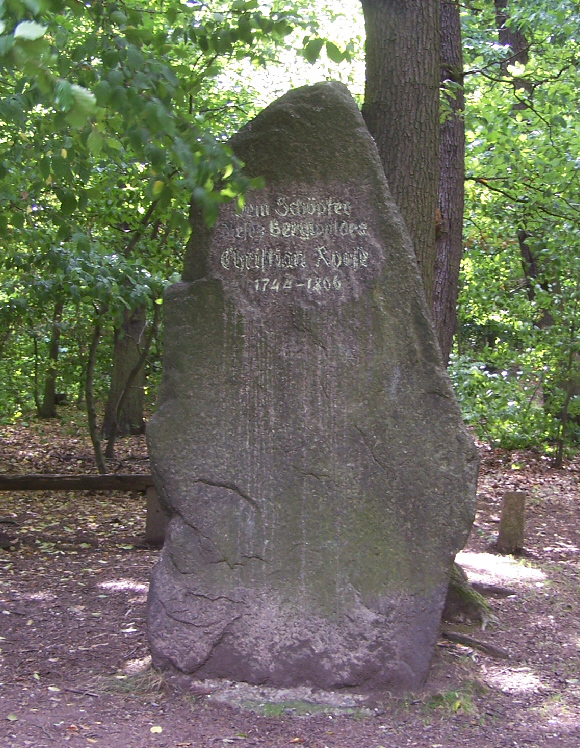
Der Roesestein am Zugang zum Metilstein.

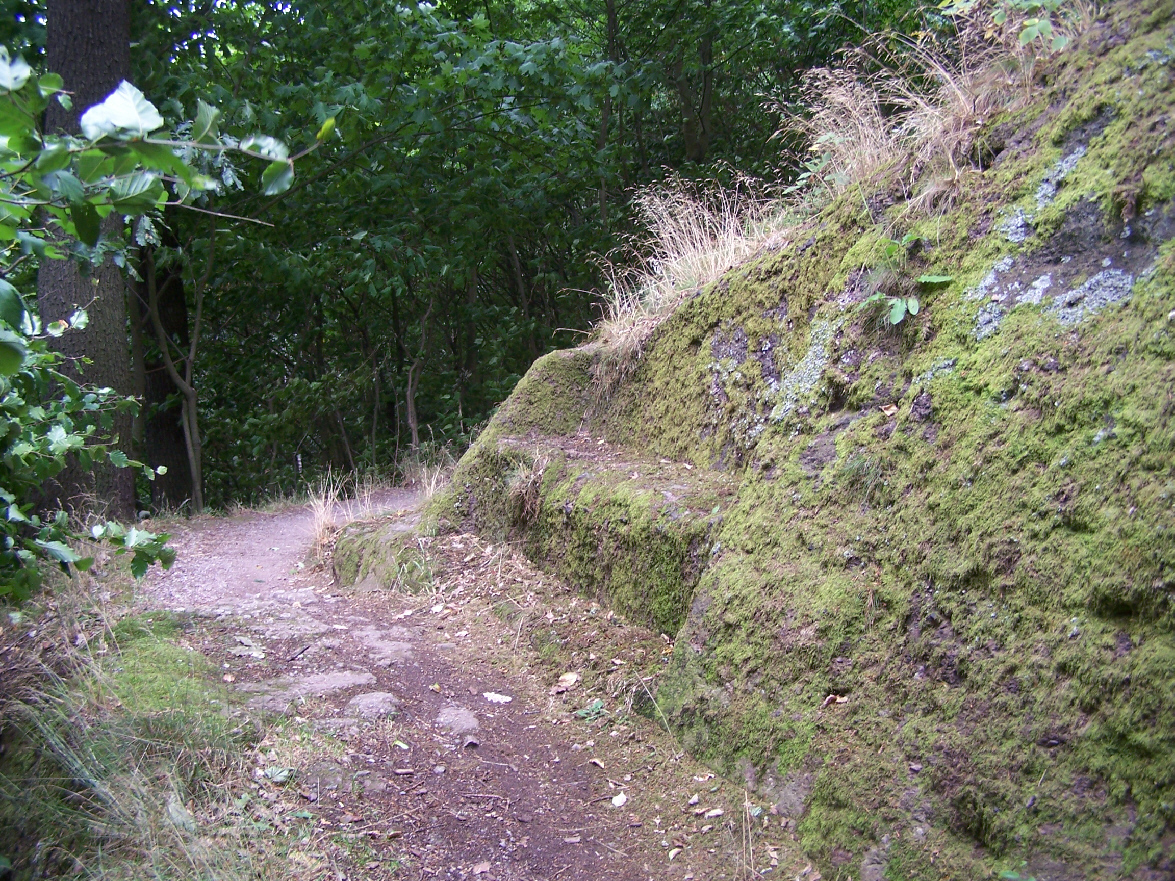
In den Fels eingetiefter Sitzplatz am Panoramaweg

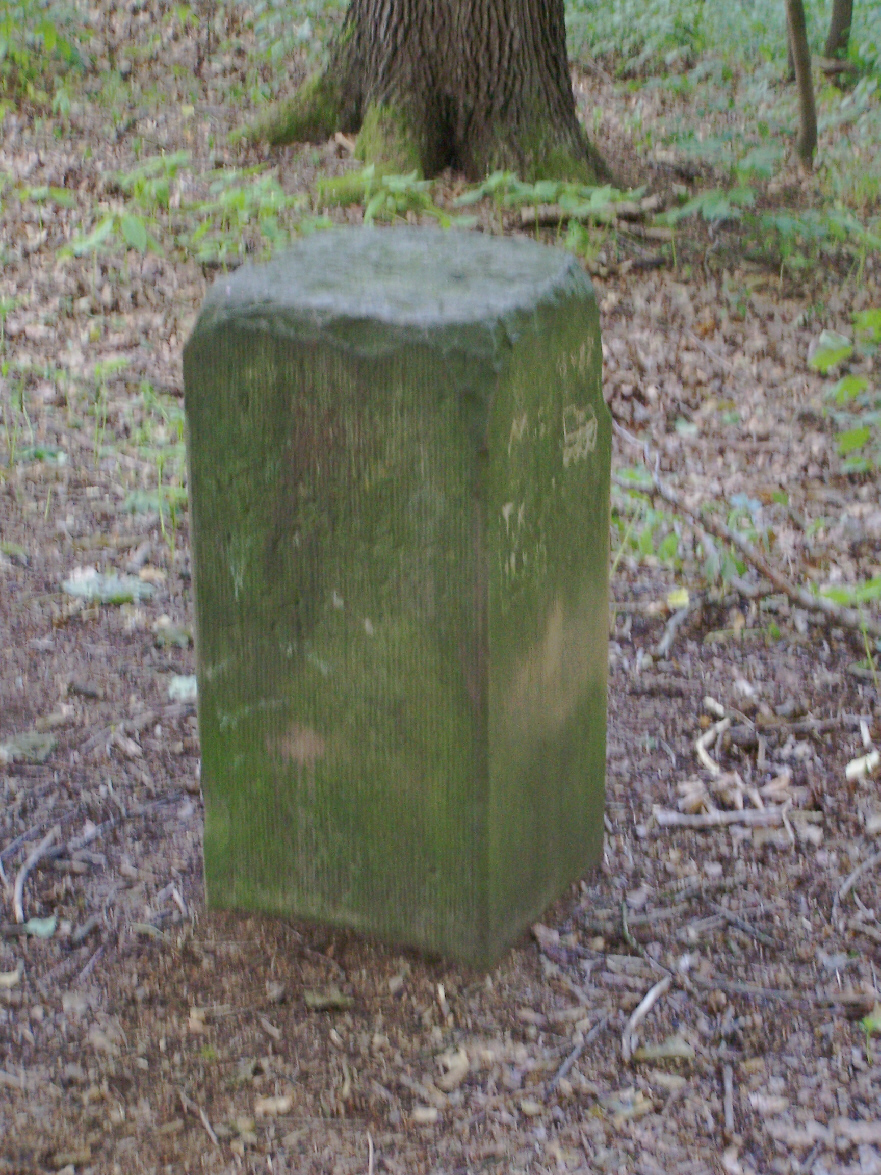
Am Metilstein – war das die Sonnenuhr oder der Sockel einer Statue?

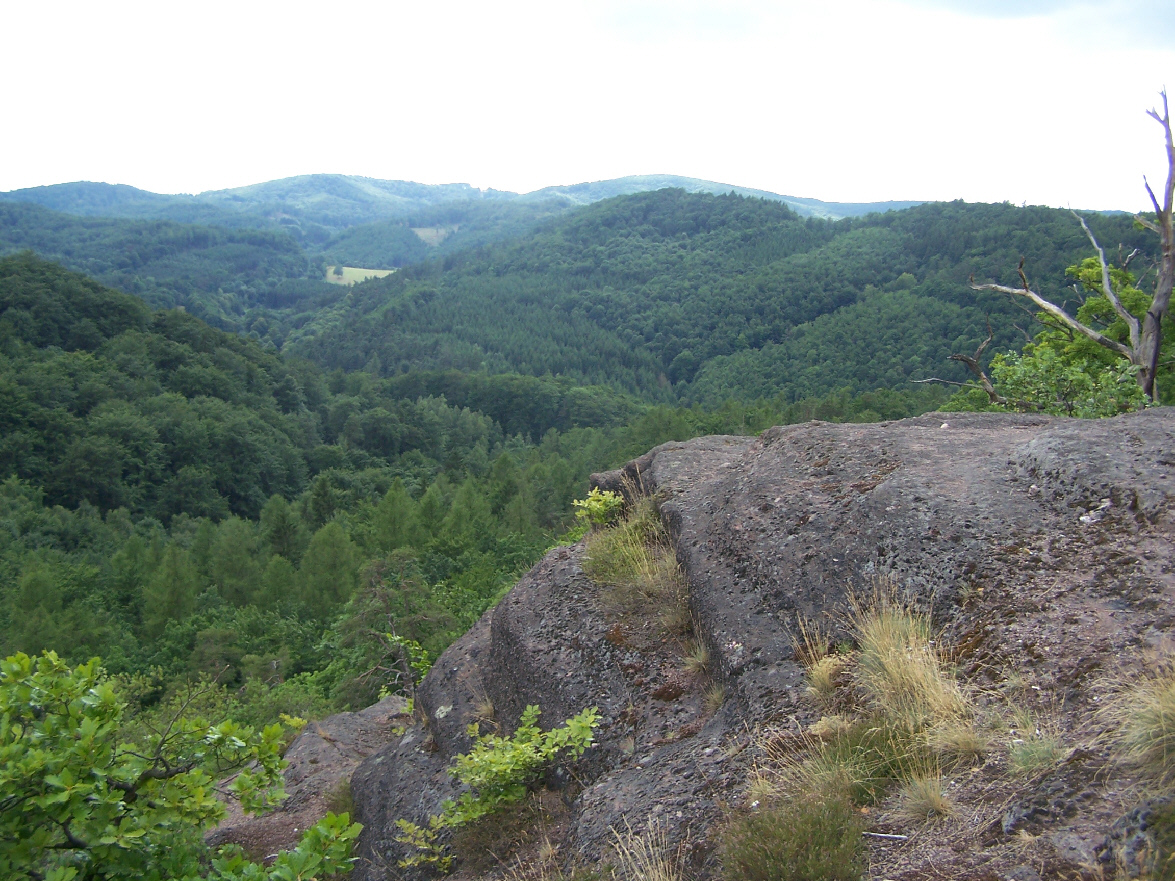
Der nackte Fels lässt erahnen, wie schwierig die Wiederaufforstung des Gebietes war.

Das Roesesche Hölzchen ist ein bereits vor 1800 angelegter Waldpark in Eisenach, im nördlichen Vorgelände der Wartburg.

## Lage
Zwischen der westlichen Altstadt und der Wartburg erheben sich der Metilstein und der Schindersberg, zwei bewaldete Anhöhen mit reizvollen Ausblicken auf das Eisenacher Stadtgebiet. Das Roesesche Hölzchen erstreckt sich in diesem bergigen Gelände vom Südrand des Alten Friedhof bis an den Zeisiggrund (siehe Karte). Es ermöglicht einen mäßig steilen, schattigen Aufstieg zur Wartburg mit einem Besuch der Burgruine Metilstein zu verbinden.

## Geschichte
Ende 1787 hatte der Eisenacher Kaufmann Christian Friedrich Roese durch Erbschaft einen ausgedehnten Bezirk in der Eisenacher Wildbann erhalten, der sich unmittelbar südlich an den Alten Friedhof anschloss und durch weitere Zukäufe und Widmungen schließlich bis an die Gemarkungsgrenze der Wartburg heranreichte. Der ursprüngliche Roesesche Berggarten erweiterte sich im 19. Jahrhundert bis an den Schloßberg, den Zeisiggrund und den Siechenberg im Frankfurter Thale (Georgental) und fasste den Metilstein und Leeden in sich.
In mühevoller und langjähriger Aufbauarbeit ließ Roese ab 1792 an den Berghängen des Metilstein Terrassen anlegen, Mutterboden auf den Felsen tragen und experimentierte mit der Pflanzung von unterschiedlichsten Baumarten und exotischen Gewächsen. Für die Erschließung des Berges ließ er auf eigene Kosten Promenadewege anlegen und erbaute auf dem Gipfel einen hölzernen Aussichtsturm. Auf diese Weise gelang es ihm auch die Aufmerksamkeit Goethes zu erlangen, der in seinem Tagebuch vermerkte:

„Am 22. August 1801 gelangten wir nach Eisenach, begrüßten die Wartburg und den Mädelstein, wo sich manche Erinnerung von 20 Jahren her belebte. Die Anlagen des Kaufmannes Roese waren zu einer neuartigen , unerwarteten Gegenstand indessen herangewachsen.“

Auch andere hochgestellte Persönlichkeiten weilten hier, wie ein im Thüringer Museum aufbewahrtes Gästebuch belegt. Am 8. Februar 1806 verstarb Christian Friedrich Roese. Seine Erben, zu denen auch der spätere Eisenacher Oberbürgermeister August Roese gehörte, setzten sein Werk fort. Die inzwischen zu einem Gehölz herangewachsene Pflanzung im südlichen Teil des Grundstücks wurde 1830 mit der Gründung der Eisenacher Forstlehranstalt Gottlob König zum vielbesuchten Lehrbeispiel für den Waldanbau; König nutzte das Roesesche Hölzchen als eine Art Versuchsstation im Kleinen, auch ließ er weitere Saat- und Pflanzmethoden erproben. Der nördliche und westliche Teil des Grundstücks, in dem sich markante Felspartien befinden, wurde mit Fleiß verschönt. Es wurden Statuen erworben und aufgestellt, eine künstliche Grotte geschaffen, die Ruine des Metilstein untersucht und eine Kunstruine errichtet, Inschriftentafeln an den Felsen angebracht, eine Sonnenuhr aufgestellt und ein Tempelchen als Teehäuschen erbaut. Um 1840 war das Roesesche Hölzchen eine der beliebtesten Spazierwege in der Umgebung der Stadt und wurde beim Aufstieg zur Wartburg bevorzugt.
Der Niedergang erfolgte rasch und unerwartet. In den unruhigen Zeiten, die mit der Revolution von 1848 auch in Eisenach hereinbrach, wurde der offene Park zum beliebten Treffpunkt der aufrührerischen Jugend; durch Vandalismus und Mutwillen wurden die Statuen zerstört, die Anlagen beschädigt und verschmutzt; alle Versuche, durch Einzäunung und eine Parkaufsicht den Fortbestand der Anlage zu sichern misslangen. Hinzu kamen die Zerstörungen, welche die Naturgewalten hinterließen, so die Herbststürme in den Jahren 1868 und 1876. Diesen Kräften waren die zahlreichen exotischen Bäume in der exponierten Lage meist schutzlos ausgeliefert und wurden vernichtet. 1945 ging auch das Tempelchen verloren, ein geplanter Wiederaufbau fand bisher nicht statt.
Es fehlte nicht an Versuchen, das stadtnahe Gelände sinnvoll zu nutzen und als Park wiederzubeleben: am 20. Juli 1902 wurde hier das vielbesuchte Eisenacher Licht-, Luft- und Sonnenbad eröffnet. Es war ein eingezäuntes Freigelände und ermöglichte den Besuchern abgeschirmt vor neugierigen Blicken der Öffentlichkeit die Freikörperkultur zu betreiben. In der Nachbarschaft entstand 1954 ein Ferienlager und das bis 1989 im Bau befindliche Ferienheim der Fahrzeugelektriker – heute eine Ruine.
1912 wurde zwischen dem Denkmal Roesestein und der Gaststätte Hennesburg eine bei der Jugend beliebte Rodelbahn erschaffen. Der Bereich der Lehr- und Versuchspflanzung wurde in den 1940er Jahren eingezäunt und als Vogelschutzgehölz unter Naturschutz gestellt, das Gebiet war bis 1990 nicht zugänglich und verwilderte.

## Gegenwärtiger Zustand
Von der einstigen Parkanlage ist das Wegenetz noch größtenteils erhalten und begehbar, das Waldgelände ist ein beliebter Aufenthalt und Erholungsgebiet am Stadtrand. Die auf dem Metilstein befindliche Burgruine Metilstein ist als Bodendenkmal ausgewiesen.
Das Areal des Roeseschen Hölzchens fällt unter die Gestaltungssatzung Blaue Linie und ist somit vor einer Bebauung geschützt.